# Carlos Eduardo Zavaleta
Carlos Eduardo Zavaleta Rivera (Caraz, 7 de marzo de 1928 - Lima, 26 de abril de 2011) fue un escritor, diplomático y docente universitario peruano. Formó parte de la Generación del 50 y es uno de los más celebrados y prolíficos cuentistas de su país. Influenciado por autores anglohablantes como Joyce y Faulkner, renovó la estructura y el estilo de la narrativa peruana, que por entonces se hallaba dominada por el indigenismo. Fue también profesor principal en la Facultad de Letras de la Universidad Nacional Mayor de San Marcos, su alma mater.

## Biografía
Nació en Caraz, siendo sus padres David Zavaleta Bernuy y Rosalinda Rivera Gambini. Su infancia y adolescencia transcurrieron en diversos pueblos de la sierra del departamento de Áncash, como Siguas, Yungay y Caraz, vivencias que le sirvieron de inspiración para gran parte de su creación literaria. Su educación primaria lo cursó en diversos colegios de Áncash (1934-1938); y la secundaria en el Colegio Nacional de Caraz, luego en el de Tarma, y finalmente en el Colegio Nacional Nuestra Señora de Guadalupe de Lima (1939-1943).
En 1944, ingresó a la Facultad de Medicina de la Universidad Mayor de San Marcos, pero tres años después optó por seguir Letras. Se graduó de bachiller en 1952 con su tesis «Algunos experimentos de William Faulkner en la novela». En 1953 fue becado para profundizar su estudio de la obra de Faulkner en los Estados Unidos. Ganó luego la beca Javier Prado, que le permitió viajar a Europa y recorrer España, Francia e Inglaterra (1953-1954). Con su tesis sobre «William Faulkner, novelista trágico», se doctoró en Literatura, el 20 de enero de 1958.
Su labor literaria empezó en 1947, cuando, todavía estudiante universitario, ganó un premio en los Juegos Florales Universitarios, por su relato «El cínico». Integró la Generación de 1950, junto con escritores como Julio Ramón Ribeyro, Enrique Congrains Martín, Luis Loayza y Eleodoro Vargas Vicuña, quienes iniciaron la renovación de las letras peruanas a través de la experimentación de novedosas técnicas de composición narrativa, labor que sería continuada por Mario Vargas Llosa y Alfredo Bryce Echenique.
Leyó y estudió a diversos autores anglohablantes, como el irlandés James Joyce, y los estadounidenses William Faulkner, Tennessee Williams, John Dos Passos, y otros de la llamada «generación perdida», cuyas obras difundió, traduciendo algunas de ellas (por ejemplo, tradujo la poesía completa de Joyce). Asimismo, asimiló las técnicas narrativas de dichos autores, especialmente de Faulkner, a cuya obra dedicó sus tesis de bachillerato y doctorado en Letras. Al respecto, Mario Vargas Llosa (Premio Nobel 2010) ha mencionado que fue a través de Zavaleta que conoció la obra de Faulkner, la misma que influyó mucho en su técnica narrativa.
También fue un destacado promotor de la cultura y colaborador en numerosas revistas. Fue uno de los fundadores de la revista Centauro (1950) y editor de la revista Letras Peruanas (1951-1964). Fue secretario de Raúl Porras Barrenechea, en dos ocasiones.
En 1958 empezó a ejercer la docencia en la Universidad de San Marcos, como catedrático de Literatura Inglesa. En 1961 se le encomendó la cátedra de Literatura Española. Ascendió hasta la categoría de profesor principal, en la Facultad de Letras, que ejerció hasta poco antes de su muerte en 2011.
En el mismo año de 1958, bajo el segundo gobierno de Manuel Prado Ugarteche, se incorporó a la Dirección de Relaciones Culturales de la Cancillería. Se desempeñó como agregado y consejero cultural en Bolivia (1964-1969) y México (1969-1973), así como ministro de asuntos culturales en Madrid (1973-1980) y Londres (1986-1992). Editó el Boletín Cultural Peruano, órgano de la Cancillería.

## Publicaciones
Es autor de cuentos, novelas y ensayos:

### Cuentos
- 1954: La batalla y otros cuentos.
- 1955: El Cristo Villenas.
- 1961: Vestido de luto.
- 1966: Muchas caras del amor.
- 1970: Niebla cerrada.
- 1976: El fuego y la rutina (antología).
- 1979: Un día en muchas partes del mundo.
- 1982: La marea del tiempo.
- 1985: Un herido de guerra.
- 1986: El cielo sin cielo de Lima.
- 1993: El padre del tigre.
- 1996: Pueblo azul (antología sobre Áncash).
- 1997: Cuentos completos, en dos volúmenes.
- 1998: Contraste de figuras (relatos y traducciones del inglés).
- 1999: Abismos sin jardines.
- 2004: Cuentos completos, en tres volúmenes.
- 2006: Sufrir con cuidado.
- 2007: Cuentos brevísimos.
- 2007: La boca del lobo.
- 2007: Baile de sobrevivientes.
- 2017: Cuentos para Caraz.

### Novelas
- 1948: El cínico (novela corta).
- 1955: Los Íngar.
- 1974: Los aprendices.
- 1982: Retratos turbios.
- 1992: Un joven, una sombra.
- 1995: Campo de espinas (tres novelas cortas).
- 1997: Pálido pero sereno.
- 2000: Viaje hacia una flor.
- 2002: Invisible carne herida (tres novelas cortas).
- 2007: Con boleto de vuelta.
- 2008: Huérfano de mujer.

### Ensayos
- 1959: Faulkner, novelista trágico.
- 1975: Narradores peruanos: la generación de los cincuenta. Un testimonio.
- 1976: El ensayo en el Perú, 1970-1975.
- 1979: José María Arguedas, aprendizaje y logros del novelista.
- 1984: Retrato de Ciro Alegría.
- 1987: La obra inicial de Vargas Llosa.
- 1989: La prosa de César Vallejo.
- 1993: Estudios sobre Joyce y Faulkner (antología).
- 1997: El gozo de las letras I (antología).
- 2000: Autobiografía fugaz.
- 2002: El gozo de las letras II.
- 2005: José Jiménez Borja, crítico y maestro de Lengua (antología).
- 2009: Cervantes en el Perú.
- 2012: El gozo de las letras III  (Obra póstuma).

## Premios y reconocimientos
Mencionamos los principales:
- 1947: Premio de Novela en los Juegos Florales Universitarios, convocados por la UNMSM, por su relato El cínico.
- 1951: Premio de Literatura del IV Centenario de la Fundación de la UNMSM, por su obra, El fuego y la ceniza.
- 1952: Premio Nacional Ricardo Palma, por su novela Los Íngar.
- 1959: Premio Nacional de Ensayo Manuel González Prada, por «William Faulkner, novelista trágico».
- 1961: Premio Nacional Ricardo Palma, por su obra Vestido de luto.
- 1983: Premio de Novela Municipalidad de Lima, por su obra Un joven, una sombra.
- 1984: Premio de Periodismo Bausate y Meza, de la Embajada de España, por tres artículos sobre «La transición cultural española», publicados en El Observador de Lima.
- 1994: Declarado HIJO ILUSTRE DE CARAZ.
- 1998: Premio al investigador más destacado entre 1990-1998, otorgado por el Consejo Superior de Investigaciones Científicas de la UNMSM.
- 2000: Premio Nacional de Novela Federico Villarreal, concedido por la Universidad Nacional Federico Villarreal.
- 2008: Medalla y Llave de la Ciudad, otorgadas por la Municipalidad de Caraz.

## Apreciaciones críticas
Entre los integrantes de la “generación del medio siglo” [1950] se le considera un pionero por su experimentación con el estilo y su peculiar composición y arquitectura de los textos; se percibe de hecho la influencia de escritores anglosajones contemporáneos, que el propio Zavaleta introdujo o difundió en el Perú. Su obra comprende desde la retórica lírica y emotiva hasta el contrapunto subjetivo-objetivo, llevando como trasfondo la injusticia humana y las dramáticas carencias de nuestra sociedad.
Teodoro Hampe

Zavaleta pertenece a la corriente de los narradores neoindigenistas. En su búsqueda de los intrincados repliegues anímicos de la gente andina, ha utilizado nuevas técnicas narrativas y un peculiar tono de oralidad que brinda un aire conversacional a sus relatos, de estrecha aproximación con el lector. Al mismo tiempo, y siguiendo el ejemplo de la novelística contemporánea en lengua inglesa, ha tomado el camino del realismo de las cosas inmediatas, con crudeza en las presentaciones exteriores y despojo de toda ornamentación innecesaria.
Teodoro Hampe

Principal animador de la narrativa de los cincuenta, introdujo nuevas técnicas de composición y eligió, en vez del tema indigenista dominante, el del mestizaje cultural, y amplió el espacio interior sicológico del personaje… Sus cuentos evolucionan desde la retórica lírica y emotiva hasta el contrapunto subjetivo-objetivo, teniendo como trasfondo las dramáticas carencias de la sociedad peruana, sobre todo la injusticia social. Ha incursionado también en la novela, utilizando asimismo nuevas técnicas sicológicas y objetivas.
Carlos Milla Batres

Es significativa la prosa de Carlos Eduardo Zavaleta, quien preconiza por darnos la imagen del medio indigenista establecido en la capital. Son relevantes sus novelas El cínico; Los íngar; y Los aprendices. Desde La batalla y otros cuentos; El cristo Villenas; Unas manos violentas; Vestido de luto, hasta El fuego y la rutina; Zavaleta maneja cierta técnica de Faulkner en algunas de sus obras mencionadas. Ocupa un honor de excepción en la narrativa peruana contemporánea por haber elaborado técnicas audaces y renovadoras en el arte de narrar.
César Toro Montalvo